# Guiniella tropica
Genre
Espèce
Synonymes
- Textricella tropica Forster, 1959

Guiniella tropica, unique représentant du genre Guiniella, est une espèce d'araignées aranéomorphes de la famille des Anapidae.

## Distribution
Cette espèce est endémique de  la province des Hautes-Terres orientales en Papouasie-Nouvelle-Guinée,. Elle se rencontre vers 2 200 m d'altitude à la Daulo Pass et sur le mont Otto.

## Description
Guiniella tropica mesure de 1,00 à 1,10 mm.

## Publications originales
- Forster, 1959 : The spiders of the family Symphytognathidae. Transactions of the Royal Society of New Zealand, vol. 86, p. 269-329 (texte intégral).
- Rix & Harvey, 2010 : The spider family Micropholcommatidae (Arachnida, Araneae, Araneoidea): a relimitation and revision at the generic level. ZooKeys, vol. 36, p. 1-321 (texte intégral).